# 宮崎市立大淀中学校
宮崎市立大淀中学校（みやざきしりつ おおよどちゅうがっこう）は、宮崎県宮崎市天満一丁目にある公立中学校。

## 沿革

### 年表
- 1947年4月30日 - 学校設立認可
- 1947年5月8日 - 開校式を挙行
- 1948年11月4日 - 現在地に移転
- 1951年11月18日 - 校歌発表
- 1968年2月27日 - 体育館完成
- 1972年9月2日 - プール落成
- 1981年4月1日 - 大塚中学校が分離
- 1992年11月9日 - 男女の頭髪自由化（男子生徒における丸刈り校則の解禁）
- 2000年3月16日 - 新デザインの夏服･合服を決定

## 通学区域
大淀中学校の学区については次のとおり。
- 市立大淀小学校通学区域
- 市立古城小学校通学区域
- 市立恒久小学校通学区域の一部
- 市立宮崎南小学校通学区域の一部

## 制服
- 男子　
  - 冬服は標準的な学生服上下である。
  - 夏服は半袖のカッターシャツ、スラックスである。
- 女子　
  - 冬服はブレザー、長袖のカッターシャツ、吊りスカートである。
  - 夏服は半袖のカッターシャツ、吊りスカートである。

## 主な出身者
- 日髙竜太 - BALLISTIK BOYZ（歌手、アーティスト）
- 長友光弘 - 響（お笑い芸人）
- 田島亜聖 - （ディスクジョッキー、ローカルタレント）